# Henrik (biskop av Lunds stift)
Henrik, död 1066, var biskop i Lund från 1060 till sin död.
Henrik omtalas i Adams av Bremen historia, nedskriven ca 1070. Han hade före biskopsutnämningen varit biskop på Orkneyöarna och det påstås också att han varit skattmästare under Knut den store i England. Möjligen for han därefter till Island, då en biskop Henrik verkade där ett par år kring 1050. År 1060 upprättade kung Sven Estridsson två nya stift öster om Öresund. Henrik blev utnämnd till biskop i Lund medan Egino fick bli biskop i Dalby kloster.
Enligt Adam av Bremen var Henrik en dålig prästman. Han ska ha fört Knut den stores tillgångar till Danmark men här använt dem i ett liv i överflöd. "Man berättar om honom att han fann så stort nöje i den fördärvliga vanan att dricka sig redlös, att han till sist dog genom att kvävas av sina egna spyor." När sedan "den fete Henrik" dött blev tysken Egino biskop också över Lund stift. Tysken Adams uppgifter ovan ska troligtvis ses mot bakgrunden av den kamp mellan tyskar och engelsmän om kyrkligt herravälde i Danmark som vid denna tid utspelades. 